# Албрехт Австрийски
Албрехт Фридрих Рудолф Австрийски-Тешенски (на немски: Albrecht Friedrich Rudolf von Österreich-Teschen; * 3 август 1817, Виена; † 18 февруари 1895, Арко, Тирол, днес Италия, Трентино) е ерцхерцог на Австрия, херцог на Тешен в Силезия (1847 – 1895), също фелдмаршал и генералинспектор на австро-унгарската войска от династията Хабсбург-Лотарингия.

## Биография
Той е най-възрастният син на ерцхерцог Карл Австрийски (1771 – 1847) и съпругата му Хенриета Александрина (1797 – 1829), дъщеря на княз Фридрих Вилхелм фон Насау-Вайлбург. По баща е внук на император Леополд II.
От 1830 г. Албрехт Австрийски започва военна кариера. Става фелдмаршал-лейтенант (1843) и командващ генерал в Австрия (1845). По време на революцията издава на 13 март 1848 г. заповед да се употребява оръжие против народа.
Албрехт се жени през 1844 г. за Хилдегард Луиза Баварска, дъщеря на крал Лудвиг I от Бавария, сестра на крал Максимилиан II Йозеф. Тя умира на 2 април 1864 г. от пневмония.
След смъртта на Албрехт неговите обширни поземлени имоти наследява племенникът му и осиновен син ерцхерцог Фридрих (1856 – 1936), който също прави военна кариера.
- Вилата на ерцхерцог Албрехт в Арко (Трентино), ок. 1880
- Ерцхерцог Албрехт, ок. 1880 г.
- Ерцхерцогиня Хилдегард, род. принцеса на Бавария
- Статуя на ерцхерцог Албрехт, Виена

## Деца
Албрехт и Хилдегард Луиза имат децата:
- Мария Тереза (1845 – 1927), омъжена на 18 януари 1865 г. за херцог Филип фон Вюртемберг
- Карл Албрехт (1847 – 1848), умира на 18 месеца от едра шарка
- Матилда Мария Аделгунда (1849 – 1867), изгорена през 1867 г. чрез нейната подпалена рокля

## Произведения
- Erster offizieller Bericht über die Schlacht bei Custozza am 24. Juni 1866, in: Österreichische Militärische Zeitschrift, Jahrgang 1866, Nr. 2
- Instruction für die Generalität und höheren Officiere der k.k. Armee in Italien, in: Österreichische Militärische Zeitschrift 3/1866, Seite 33 – 60
- Wie soll Österreichs Heer organisirrt sein?, Wien 1868
- Über die Verantwortlichkeit im Kriege, Wien 1869 (2. Aufl. Wien 1870)
- Gedanken über den militärischen Geist, Wien 1869
- Das Jahr 1870 und die Wehrkraft der Monarchie, Wien 1870